# Hans van Mierlo

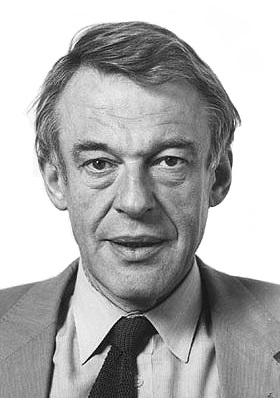
Hans van Mierlo

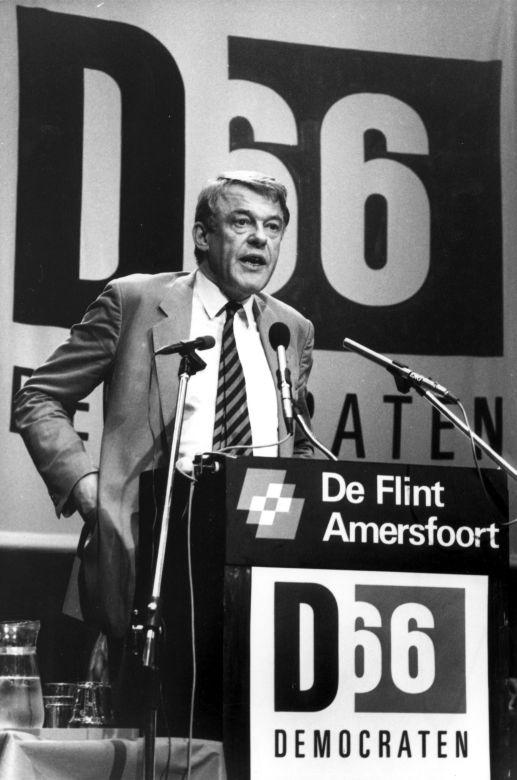
Mierlo auf dem D66-Parteitag im Jahr 1985

Henricus Antonius Franciscus Maria Oliva (Hans) van Mierlo (* 18. August 1931 in Breda; † 11. März 2010 in Amsterdam) war ein niederländischer Politiker. Er war Mitbegründer der linksliberalen Partei Democraten 66 (D66) und wurde zu deren zentraler Gestalt.

## Leben
Van Mierlo studierte Jura an der Katholischen Universität Nimwegen (Nijmegen) und promovierte dort 1960. Von 1960 bis 1967 arbeitete er als Journalist bei der liberalen Zeitung Algemeen Handelsblad in Amsterdam, zunächst in der Inlands-Redaktion, dann als Ressortleiter der Meinungsseite.
1966 war er maßgeblich an der Gründung der sozialliberalen Partei Democraten 66 beteiligt und wurde ihr erster Vorsitzender. Von 1967 bis 1977 und von 1986 bis 1994 war er Abgeordneter im niederländischen Parlament und von 1967 bis 1974 auch Fraktionsvorsitzender der Democraten 66. Von 1983 bis 1986 gehörte er dem Senat, der Eerste Kamer der Staten-Generaal, an. Darüber hinaus war er Mitglied der Kommission für Entwicklungszusammenarbeit Niederlande-Surinam und im Beratungsausschuss für Verteidigungsfragen.
Vom 11. September 1981 bis zum 4. November 1982 war van Mierlo Verteidigungsminister im Kabinett Dries van Agt und vom 22. August 1994 bis zum 3. August 1998 Außenminister und stellvertretender Ministerpräsident im Kabinett Wim Kok.
1998 wurde ihm der Ehrenrang eines Staatsministers verliehen.
Van Mierlo übte zahlreiche leitende Funktionen aus, insbesondere in literarischen und kulturellen Organisationen. Er war seit 2009 in dritter Ehe mit der niederländischen Schriftstellerin Connie Palmen verheiratet, mit der er zuvor bereits fast 12 Jahre lang liiert war. Aus erster Ehe hat er einen Sohn, aus zweiter zwei Töchter. Seine letzte Ehefrau schilderte in einem 2011 in den Niederlanden erschienenen Tagebuch das letzte Jahr des Zusammenlebens mit dem bereits von schwerer Krankheit gezeichneten Politiker.
Hans van Mierlo erlag 2010 im Alter von 78 Jahren den Folgen seines Leberkrebsleidens.